# Gość (film 2014)
Gość (tytuł oryg. The Guest) − amerykański film fabularny z 2014 roku, napisany przez Simona Barretta oraz wyreżyserowany przez Adama Wingarda. Stanowi połączenie dreszczowca, kina akcji oraz horroru z podgatunku slasher; opowiada historię morderstw popełnianych w małym miasteczku po przybyciu tajemniczego nieznajomego. Tytułową rolę odegrał Dan Stevens, na ekranie towarzyszą mu między innymi Maika Monroe, Brendan Meyer i Lance Reddick. Światowa premiera filmu odbyła się 17 stycznia 2014 podczas Sundance Film Festival. 13 września tego roku obraz zaprezentowano widzom Międzynarodowego Festiwalu Filmowego w Toronto, a 31 października wprowadzono go do polskich kin. Projekt zebrał pozytywne recenzje wśród krytyków; został określony jako "sprawny, szybki i zabawny thriller".

## Obsada
- Dan Stevens − "David Andersen Collins"
- Maika Monroe − Anna Peterson
- Brendan Meyer − Luke Peterson
- Lance Reddick − major Richard Carver
- Sheila Kelley − Laura Peterson
- Leland Orser − Spencer Peterson
- Chase Williamson − Zeke Hastings
- Jesse Luken − Drew
- Ethan Embry − Higgins
- Joel David Moore − Craig
- AJ Bowen − Austin
- Candice Patton − sierżant Halway

## Opinie
Agregator recenzji, Mediakrytyk, wydał filmowi ocenę 7,8/10. Wpłynęły na nią opinie pięciu krytyków. Albert Nowicki (His Name Is Death) podsumował projekt, pisząc: "Retro thriller, mądry film akcji, kolorowy slasher. The Guest to nie tylko małe arcydzieło, ale również twór kultowy w fazie raczkowania. Film jest zgrabny, naturalny, energiczny i energetyzujący. Epicki. Lub jak powiedziano by w latach 80. − odjazdowy."

## Nagrody i wyróżnienia
- 2015, Fangoria Chainsaw Awards:
  - nominacja do nagrody Chainsaw w kategorii najlepszy film szeroko dystrybuowany (kandydat dopisany do listy)[6]
  - nominacja do nagrody Chainsaw w kategorii najlepszy aktor (wyróżniony: Dan Stevens; kandydat dopisany do listy)[6]
  - nominacja do nagrody Chainsaw w kategorii najlepsza ścieżka dźwiękowa (Steve Moore; kandydat dopisany do listy)[6]
- 2015, Independent Spirit Awards:
  - nominacja do nagrody Independent Spirit w kategorii najlepszy montaż (Adam Wingard)[7]
- 2014, BloodGuts UK Horror Awards:
  - nagroda BloodGuts UK Horror w kategorii najlepszy film[7]
  - nagroda BloodGuts UK Horror w kategorii najlepszy aktor (Dan Stevens)[7]
  - nagroda BloodGuts UK Horror w kategorii najlepszy soundtrack/ścieżka dźwiękowa (Steve Moore)[7]
  - nominacja do nagrody BloodGuts UK Horror w kategorii najlepsza reżyseria (Adam Wingard)[7]
- 2014, Detroit Film Critic Society, US:
  - nominacja do nagrody DFCS w kategorii przełomowa rola aktora w filmie (Dan Stevens)[7]